# Rambla del Raval
La Rambla del Raval és un boulevard d'uns 300 m de llarg i 60 d'amplada entre els carrers de l'Hospital i de Sant Pau del Raval de Barcelona. Tot i el seu nom, no té l'origen en cap riera que hi passés, sinó que és un espai de creació recent, arran de l'operació de renovació urbana coneguda com «Pla Central del Raval» entre els carrers de Sant Jeroni i de la Cadena, que han quedat integrats en el nou espai.

## Història i descripció

### Antecedents

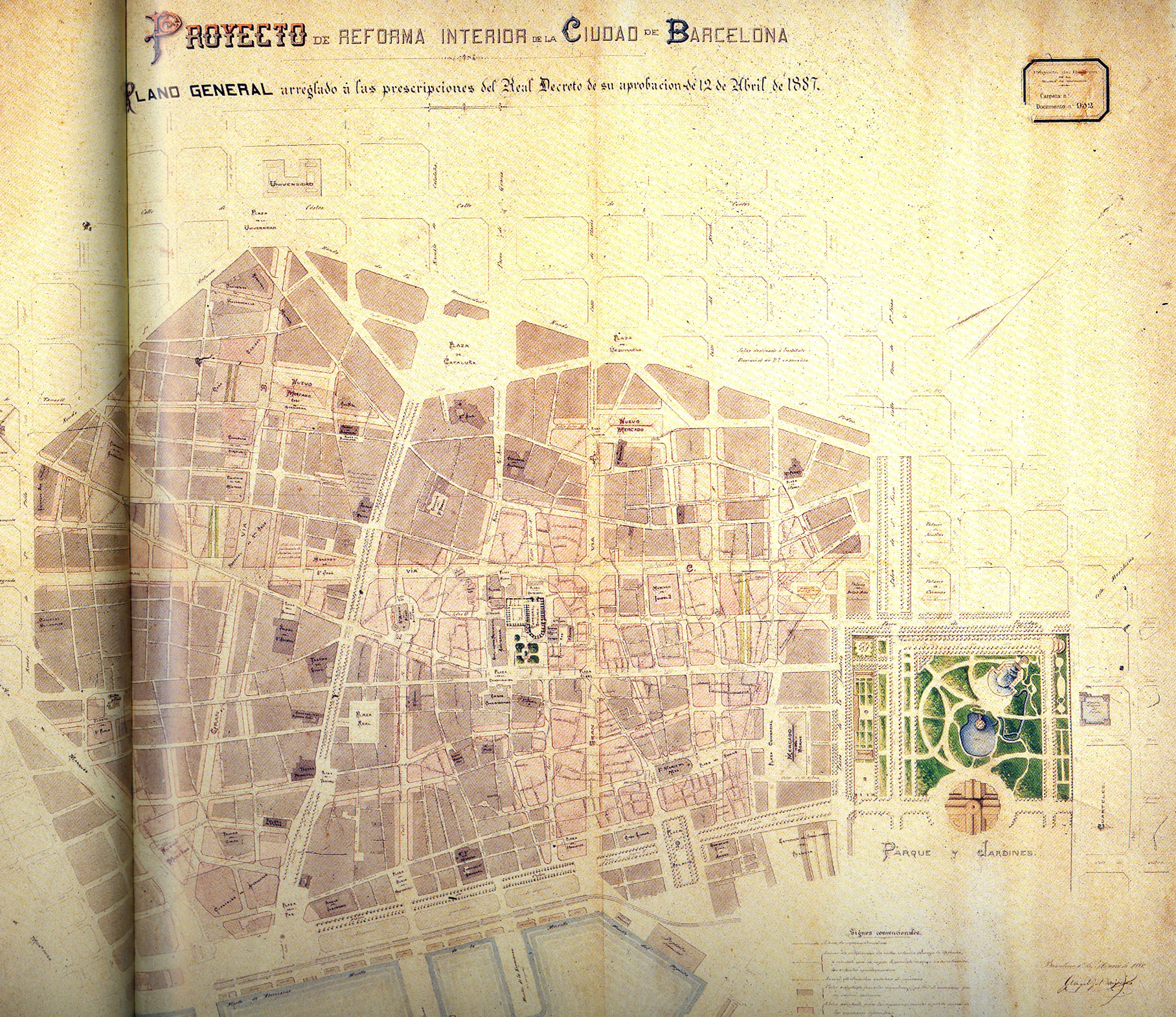
Pla de reforma interior de Barcelona
d'Àngel Baixeras (1879)

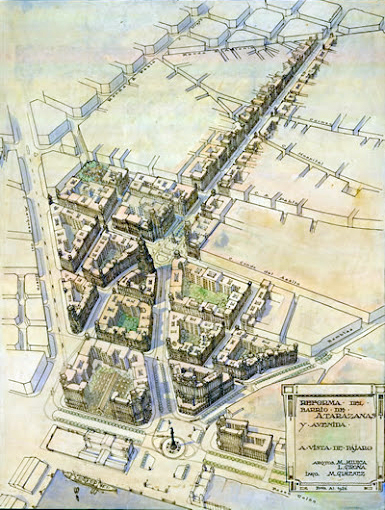
Projecte de reforma del barri de les Drassanes amb l'avinguda de l'Exèrcit (1926)

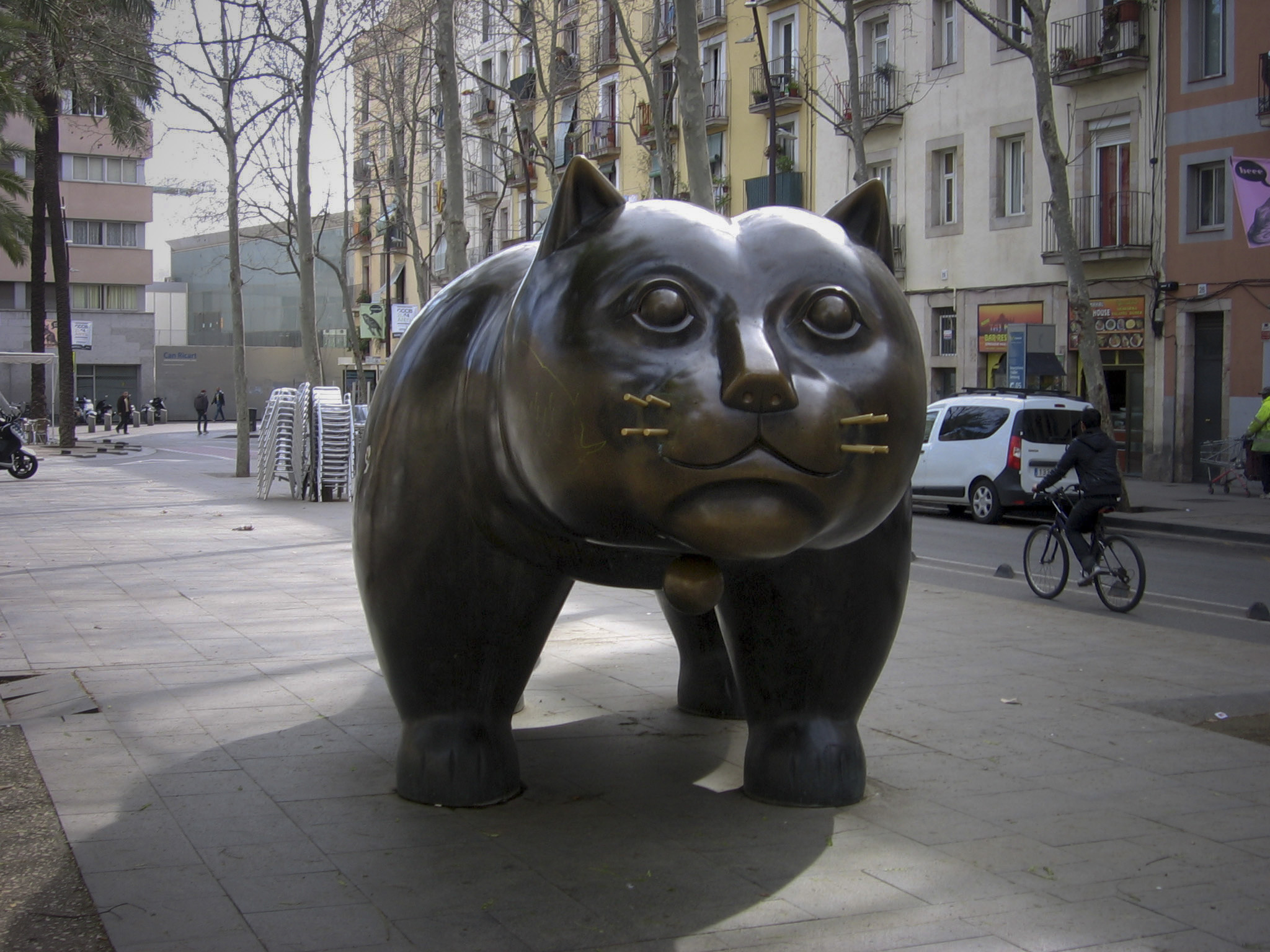
El Gat de Botero a la Rambla del Raval

Tot i que no s'arribaren a aprovar mai, el Pla Cerdà del 1859 propugnava tres grans vies que haurien de travessar la ciutat antiga: A (continuació del carrer de Pau Claris), B (continuació del carrer Muntaner) i C (enllaç entre els carrers de Camposagrado i Pallars). De la mà de la nova Llei d'Expropiació Forçosa del 1879, Àngel Baixeras va proposar un nou pla, que aprofitava les tres grans vies del Pla Cerdà, per bé que variava el traçat de la via B, fent-la coincidir el carrer dels Àngels.
El 1926, un equip format per l'enginyer militar Mario Giménez i els arquitectes Manuel Mújica i Lluís Girona va redactar un projecte de reforma del Portal de la Pau i el barri de les Drassanes, que proposava una avinguda en forma d'«Y» invertida que travessaria el Raval com a perllongació del carrer de Muntaner. En el punt d'intersecció de les dues branques hi hauria una plaça voltada de gratacels, seguint les tendències arquitectòniques que ja s’estaven plasmant en la Via Laietana. La reacció de l’Ajuntament no es va fer esperar i, l'any següent va convocar un concurs d'idees. Els projectes presentats foren recollits per l'arquitecte municipal Joaquim Vilaseca, que entre aquesta data i el 1930 va dissenyar un nou pla de Reforma Interior, que fou aprovat el 1934 i mantenia la via B dels plans precedents. Aprofitant els estralls produïts durant la Guerra Civil, el nou Ajuntament franquista va impulsar el Pla Vilaseca, que fou lleugerament modificat pel seu autor, per a començar les obres de la nova avinguda de García Morato (actualment de les Drassanes) amb la urbanització del petit tram de la Comandància de Marina.
El 1953 fou aprovat el Plan de ordenación de Barcelona y su zona de influencia, popularment conegut com a «Pla comarcal» i realitzat per l'arquitecte municipal Josep Soteras sota la supervisió de Pedro Bidagor. A Ciutat Vella, es va desenvolupar amb el Plan parcial de ordenación del casco antiguo, elaborat pel mateix Soteras en col·laboració amb el també arquitecte municipal Emili Bordoy i aprovat el 1959. Aquest pla reforçava el paper de la via B, una avinguda flanquejada per edificis pantalla com l'Edifici Colon.
La revisió del Pla comarcal fou el Pla General Metropolità (1976), redactat per l'enginyer Albert Serratosa i l'arquitecte Joan Antoni Solans, primer delegat d'urbanisme a l'Ajuntament (1977-1980) i després director general d'urbanisme a la Generalitat. Tot i mantenir els trets principals del pla del 1959, el PGM qualificava les tres grans vies com a «vies cíviques» (5b) i les seves vores com a «zona de remodelació pública» (14a), la qual cosa en remetia l'ordenació a un Pla Especial de Reforma Interior (PERI).

### Pla Central del Raval
La constitució del primer Ajuntament democràtic (1979) i el nomenament d'Oriol Bohigas com a delegat d'urbanisme (1980-1984) en substitució de Solans, van marcar l'inici d'una nova etapa urbanística. Bohigas va encarregar la redacció del PERI del Raval a un equip d'arquitectes format per Carles Díaz i Xavier Sust. Entre les seves propostes destacava la del Pla Central, una actuació de renovació urbana consistent en la creació d'una «plaça cívica» (comparada pels seus autors amb la Piazza Navona de Roma), formada pel buidament de les illes compreses entre els carrers de Sant Jeroni i Cadena, dintre de la zona afectada en el PGM per la continuació de l'avinguda de les Drassanes. Aquesta era substituïda per un carrer porxat de 10 m d'amplada entre Nou de la Rambla i l'eix Riera Alta-Peu de la Creu-Pintor Fortuny, de forma que el viari resultant adoptaria una disposició en forma d'«H» tombada, que permetria que carrers com Tallers, Carme, Hospital i Sant Pau fossin zona preferent de vianants. Les sortides de la plaça es resolien amb sengles edificis porxats, que hi integraven els edificis modernistes existents a tres de les quatre cantonades: la casa Buxeres, la farmàcia Sastre i Marqués i la casa Bonaventura Sallarés.
El 1995, i per encàrrec de l'empresa mitxa Promoció de Ciutat Vella SA (PROCIVESA), els arquitectes Jaume Artigues, Josep Lluís Mayans i Miquel Roig van redactar una modificació del PERI que convertia la plaça cívica en una avinguda amb arbres, com una mena de rambla. Aquesta operació comportava l'enderroc dels tres edificis modernistes esmentats, així com les cases del carrer de Sant Pau, 69 i 71-73. També s'eixamplaven els nous carrers de Maria Aurèlia Campmany i Sant Oleguer fins a 15 i 18 m, respectivament, amb l'eliminació dels porxos, considerats com a «refugi de la delinqüència». Durant el tràmit d'informació pública, hi va al·legar el farmacèutic, ja que la farmàcia estava catalogada; tanmateix, es va resoldre que únicament la decoració modernista (que incloïa un fanal de ferro forjat i vidres de colors) mereixia ser preservada, no l'edifici en si.
El 1998, els arquitectes Jaume Artigues i Pere Cabrera van enllestir el projecte d'urbanització de la Rambla del Raval, que incloïa sengles rotondes als extrems del passeig. En aquell moment, dues de les cinc illes de cases existents ja havien estat aterrades, i l'enderroc de les tres restants fou enllestit l'estiu de 1999, quedant en peu un edifici solitari al carrer de la Cadena fins a l'any següent per discrepàncies en la negociació amb els propietaris. Finalment, la nova rambla va ser inaugurada el 21 de setembre del 2000.

### La Rambla des del 2000 fins a l'actualitat
El 2003 hi va ser traslladat el Gat de l'escultor colombià Fernando Botero, situat anteriorment al carrer del Portal de Santa Madrona, al costat de les Drassanes.
El 2008 es va inaugurar l'Hotel Barceló com a part de l'anomenada «Illa Robador», una operació de renovació urbana promoguda per l'empresa mixta Foment de Ciutat Vella SA (FOCIVESA) entre la mateixa rambla i els carrers de Sant Rafael, Robador i Sant Josep Oriol, que incloïa també un edifici d'oficines (Sindicat UGT) i habitatges. Entre l'hotel i l'edifici sindical s'hi troba la plaça de Manuel Vázquez Montalbán, que a l'igual que el passeig central de la rambla va ser remodelada el 2019 per a crear-hi nous espais d'esbarjo i jocs infantils.